# Bobâlna
Bobâlna (anciennement Olpret, en hongrois Alparét, en allemand Krautfeld) est un village de Transylvanie, en Roumanie, dans le județ de Cluj, à 20 km de Dej.

## Personnalités
- Alexandru Vaida-Voievod (1872 — 19 mars 1950, Sibiu), médecin, diplomate et homme politique roumain ; plusieurs fois premier ministre et ministre.